# Jean-Bertrand Pontalis
Pour les articles homonymes, voir Lefèvre-Pontalis et Lefèvre.
Jean-Bertrand Lefèvre-Pontalis, né le 15 janvier 1924 à Paris et mort le 15 janvier 2013 dans la même ville, est un philosophe, psychanalyste, éditeur et écrivain français.

## Biographie
Jean-Bertrand Lefèvre-Pontalis est l'arrière-petit-fils d'Antonin Lefèvre-Pontalis et le petit-neveu de l'industriel français Louis Renault. Il fait ses études secondaires au lycée Pasteur et supérieures au lycée Henri-IV et à la Sorbonne. En 1945, il obtient son diplôme d’études supérieures en philosophie avec un travail sur Spinoza, sous la direction de Henri Gouhier. Élève de Jean-Paul Sartre, il a collaboré à la revue Les Temps modernes (1945-1948) et a été reçu à l’agrégation de philosophie. Dès lors sa carrière professorale le conduira à enseigner successivement aux lycées d’Alexandrie (1948-1949), Nice(1949-1951) et Orléans (1951-1952). Avec le soutien du philosophe Maurice Merleau-Ponty, il fait son entrée au CNRS.
Après avoir suivi des études de philosophie, Jean-Bertrand Lefèvre-Pontalis s'engage dans des mouvements politiques de gauche, auprès de Maurice Merleau-Ponty puis de Jean-Paul Sartre, qu'il a eu pour professeur. Il publie dans Les Temps modernes et devient membre du comité de rédaction de cette revue. Il devient psychanalyste avant d'être également reconnu comme écrivain et éditeur.
Il signe en 1960 le Manifeste des 121 titré « Déclaration sur le droit à l’insoumission dans la guerre d’Algérie ».
Il meurt dans la nuit du 15 janvier 2013, jour de son 89e anniversaire,.

## Parcours et travaux psychanalytiques
Il commence en 1953, une analyse didactique avec Jacques Lacan, d'une durée de sept ans.
Il entreprend vers 1960, avec Jean Laplanche, sous la direction de Daniel Lagache, l'édition du Vocabulaire de la psychanalyse ».
Il rompt avec Lacan et participe, en 1964, à la fondation de l'Association psychanalytique de France, dont il devient membre titulaire en 1968. Cette même année, il devient membre du comité de direction de la revue Les Temps modernes et commence son enseignement à l’École pratique des hautes études.
En 1970, il créa la Nouvelle Revue de psychanalyse (nouvelle, en relation à la Revue française de psychanalyse) : le comité de rédaction est formé de Didier Anzieu, André Green, Jean Pouillon, Guy Rosolato, Victor Smirnoff, Jean Starobinski, François Gantheret, Masud Khan en fut le co-rédacteur étranger. Par la suite, Michel Schneider, Michel Gribinski et Laurence Kahn furent membres du comité de rédaction. La revue publie son dernier numéro en 1994.
En 1979, il entre au comité de lecture des éditions Gallimard. À partir de 1980, il publie plusieurs livres littéraires. Néanmoins, comme le note Claude Janin dans sa biographie de Jean-Bertrand Pontalis : « son œuvre littéraire est indissociable de son œuvre psychanalytique ». À ce propos, Pontalis a écrit : « il existe une analogie évidente entre la psychanalyse et la littérature. Nous y voyons à l’œuvre, sans doute par des voies différentes, […] le même postulat : être, pour la première fois, entendu, reconnu, […], et dans le même mouvement, craindre d’être absorbé par la pensée et par le langage ». En 1989, il crée la collection L’Un et l’autre chez Gallimard.
En 2011, il reçoit le grand prix de littérature de l'Académie française, pour l’ensemble de son œuvre,.

## Œuvres

### Ouvrages
- Après Freud, Paris, Julliard, coll. « Les Temps modernes », 1965, rééd. 1993  (ISBN 2070421570)
- Entre le rêve et la douleur, Paris, Gallimard, 1977  (ISBN 2070700062)
- Loin, Paris, Gallimard, 1980.
- L'Amour des commencements, Paris, Gallimard, 1986  (ISBN 2070707865)
- Perdre de vue, Gallimard, 1988  (ISBN 9782070410194)
- La Force d'attraction, Paris, Le Seuil, 1990.
- Un homme disparaît, Paris, Gallimard, 1996.
- Ce temps qui ne passe pas, suivi de Le Compartiment de chemin de fer, Paris, Gallimard, 1997.
- L’Enfant des Limbes, Paris, Gallimard, 1998  (ISBN 9782070416332)
- Fenêtres, Paris, Gallimard, 2000  (ISBN 9782070421572)
- En marge des jours, Paris, Gallimard, 2002  (ISBN 2070765113)
- Traversée des ombres, Paris, Gallimard, 2003  (ISBN 2070734781)
- Le Dormeur éveillé, Paris, Mercure de France, 2004  (ISBN 9782715224780)
- Frère du précédent, Paris, Gallimard, 2006, prix Médicis essai[17]  (ISBN 2070779610)
- Passé présent, avec Jacques André - Françoise Coblence et Jeffrey Mehlman, Paris, PUF, 2007  (ISBN 978-2130560081)
- Elles, Gallimard, 2007  (ISBN 9782070784745)
- Le Songe de Monomotapa, Paris, Gallimard, 2009  (ISBN 9782070124190)
- En marge des nuits, Paris, Gallimard, 2010  (ISBN 9782070128884)
- Un jour, le crime, Paris, Gallimard, 2011  (ISBN 9782070132768)
- Avant, Paris, Gallimard, 2012  (ISBN 978-2070136858)
- Le Laboratoire central, Paris, Éditions de l’Olivier, 2012  (ISBN 978-2-8236-0028-5)
- Freud avec les écrivains, avec Edmundo Gómez Mango, Paris, Gallimard, 2012  (ISBN 978-2-0701-3165-5)
- Marée basse, marée haute, Paris, Gallimard, 2013  (ISBN 978-2-07-014124-1)

### Documents sonores
- Livre audio : J.B. Pontalis par Daniel Pennac - une lecture égoïste, CD collection À haute voix
- DVD & Vidéo : Jean-Bertrand Pontalis, collection Les psychanalystes, entretiens avec Daniel Friedmann, CNRS, Audiovisuel Vidéo, 1999 ; DVD, 2004
- Vidéo : Retour sur soi réalisé par Philippe Lallemant, collection Bibliothèque Médicis, PublicSénat, 2002